# Negacionismo de la Nakba

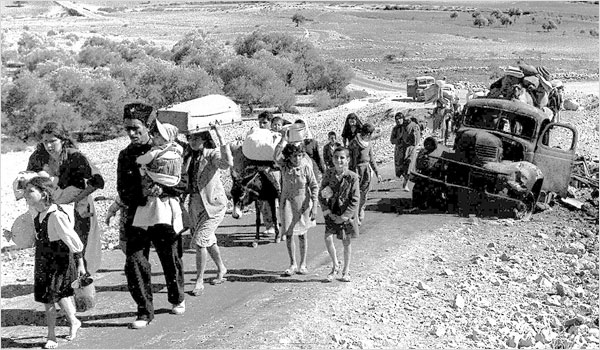
Refugiados palestinos en la carretera tras haber huido o haber sido expulsados de sus hogares en la Galilea (noviembre de 1948).

La negación de la Nakba es una forma de negacionismo histórico relacionado con la expulsión y huida palestina de 1948 y sus efectos acompañantes, a la que los palestinos se refieren colectivamente como la "Nakba" (lit. 'catástrofe'). Los supuestos subyacentes de la negación de la Nakba citados por los académicos pueden incluir la negación de la violencia históricamente documentada contra los palestinos, la negación de una identidad palestina distinta, la idea de que Palestina era una tierra estéril y la noción de que el despojo palestino era parte de transferencias mutuas entre árabes y judíos justificadas por la guerra.
Algunos historiadores dicen que la negación de la Nakba se ha convertido en un componente central de las narrativas sionistas, y fue facilitada en gran medida por la historiografía israelí temprana. A partir de la década de 1980, los Nuevos Historiadores, trabajando a partir de archivos desclasificados, presentaron relatos históricos que desafiaban la negación de la Nakba y también surgieron volúmenes significativos de literatura judía israelí que arrojaron más luz sobre el período. En 1998, Steve Niva, editor del Middle East Report, utilizó el término "negación de la Nakba" para describir cómo el auge de Internet en sus inicios condujo a narrativas en línea que competían entre sí sobre los eventos de 1948. Zochrot, una organización israelí sin fines de lucro, ha tenido como objetivo conmemorar la Nakba a través de la acción directa.
Se ha descrito que la negación de la Nakba sigue prevaleciendo en el discurso israelí y estadounidense y se la ha vinculado a varios tropos asociados con el racismo antiárabe. En 2011, Israel promulgó una ley conocida coloquialmente como la Ley de la Nakba, que autorizaba la retención de fondos estatales a las organizaciones que conmemoraran el Día de la Independencia de Israel como día de luto. En mayo de 2023, tras el 75º aniversario de la Nakba, el presidente de la Autoridad Palestina, Mahmud Abás, convirtió la negación de la Nakba o la expulsión de 1948 en un delito punible con dos años de cárcel.

## Antecedentes
Los palestinos acusan a Israel de utilizar la "negación de la Nakba" para absolverse de responsabilidad mientras perpetúa el conflicto, una caracterización que Israel niega enérgicamente. Los historiadores sionistas justifican la expulsión y huida de 1948 afirmando que los ejércitos árabes invasores amenazaron con aniquilar la existencia del nuevo Estado judío. Sin embargo, algunos de los Nuevos Historiadores de Israel sostienen que el primer ministro fundador de Israel, David Ben-Gurion, exageró la amenaza árabe con el objetivo de expulsar a los civiles palestinos y apoderarse de la mayor parte posible de la antigua Palestina. El término "negación de la Nakba" fue utilizado en 1998 por Steve Niva, editor del Middle East Report, al describir cómo el auge de la Internet en sus inicios condujo a narrativas en línea contrapuestas sobre los acontecimientos de 1948.
El escritor e historiador palestino Nur Masalha afirma que los maestros y educadores israelíes ocultan los horrores de la Nakba a los escolares, construyendo y defendiendo una narrativa nacional que excluye la memoria colectiva palestina. Masalha afirma que los «maestros, académicos, educadores, historiadores y novelistas» de Israel promueven el "conocimiento sionista" y la memoria colectiva sionista mediante «una campaña de negación y ocultación de la Nakba». Y esta exclusión, según Ilan Pappé, «es el principal elemento constitutivo de la construcción de la identidad judía colectiva en el Estado de Israel».

## Negacionismo histórico

### En las narrativas sionistas y de la creación del Estado israelí
Según el académico Nur Masalha, en Israel existe una política de negación en torno a la Nakba, encarnada en declaraciones de personas como Golda Meir, como la famosa frase "No existían los palestinos". Masalha afirma que «la negación es central en la narrativa sionista sobre lo que sucedió en 1948», afirmando además que la política de negación en torno a la Nakba es en sí misma una de las manifestaciones de la "Nakba en curso".
El análisis de la académica Mariko Mori de la historiografía israelí dominante sobre el establecimiento de la nacionalidad encontró menciones inadecuadas del «nacimiento del problema de los refugiados palestinos y la destrucción de más de 400 aldeas palestinas en 1948, negando así deliberadamente los recuerdos palestinos de la Nakba». Ella encuentra que las narrativas que justifican la expulsión y huida palestina de 1948 se basan en una serie de suposiciones, incluyendo que Palestina era una "tierra inculta", "estéril y deshabitada"; que los árabes palestinos eran parte de una "nación árabe mayor" y no eran una nación, cuestionando el nacionalismo árabe palestino; que los árabes palestinos eran "alborotadores y pogromistas"; que los judíos estaban regresando a casa (la negación de la diáspora); y que las transferencias de población eran una «solución justificable y universal a las cuestiones de las minorías».
En el análisis de la historiadora Maha Nassar de la novela Éxodo de Leon Uris (1958), Nassar identificó la negación de la responsabilidad sionista en la expulsión y huida de los palestinos en 1948 y la afirmación de que los propios árabes eran los culpables (utilizando los tropos racistas antiárabes presentes en la novela) como una forma de negacionismo histórico, que ella denomina "negacionismo de la Nakba". Los tropos racistas antiárabes incluyen la noción de que los palestinos carecen de apego religioso a Palestina, de que carecen de «sentimientos modernos de identidad nacional» y de que sus líderes los inducen fácilmente a la violencia. Dentro del paradigma del sionismo como colonialismo de asentamiento, Nassar afirma que tales narrativas culpan a las víctimas de la violencia colonial de asentamiento por su expulsión.
El historiador Michael R. Fischbach define la negación de la Nakba como una «contranarrativa de la Nakba» con funciones específicas en la vida pública y la política estatal israelí, especialmente como instrumento de resistencia a las demandas de reparaciones, que consiste en los siguientes temas:
- El tema de "la guerra es la guerra", según el cual la expulsión y la huida fueron un efecto secundario desafortunado pero inevitable de la defensa de Israel contra las fuerzas árabes invasoras, y que el gobierno provisional de Israel no fue culpable, ya que no contaba con un plan maestro de expulsión, ni incorporó decisiones y políticas posteriores que desde entonces han impedido el regreso de los refugiados al evaluar la responsabilidad del Estado.
- El tema del "intercambio de población", según el cual judíos y árabes, considerados como el mundo árabe en general, realizaron una transferencia mutua irrevocable de población y propiedades (por ejemplo, los judíos que abandonaron Irak también dejaron sus propiedades), y que el reasentamiento de los judíos en Israel también tuvo un alto costo.
- La afirmación de que Israel, en general, ha estado dispuesto a proporcionar una compensación, pero que esto está a la espera de algún tipo de mecanismo internacional que distribuya los fondos, sin incorporar la posibilidad de una reparación individual, como la restitución, en vista de que Israel aprobó las Leyes de Propiedad para Ausentes y de que los negociadores palestinos no se opusieron a la idea del fondo internacional durante la Cumbre de Camp David de 2000 (que concluyó sin acuerdo); en caso de implementarse dicho "asentamiento masivo", Israel pagaría una suma y quedaría exonerado de cualquier obligación adicional, lo que constituiría una cláusula de "fin de reclamaciones", cerrando así todas las vías legales a los palestinos individuales con reclamaciones pendientes o que no deseen formar parte del plan.
- La creencia de que lo único que Israel debe a los refugiados es una compensación por la propiedad, y no ningún tipo de reparación moral más allá de una declaración de arrepentimiento.

En 2003, Ilan Gur-Ze'ev e Ilan Pappé escribieron que tanto israelíes como palestinos se consideran «la única víctima, mientras que niegan totalmente la victimización» del otro grupo. Por parte de los palestinos, la tendencia se alejaba de la «negación total» y se dirigía a minimizar la «trascendencia moral» del Holocausto, mientras que por parte de los israelíes, «el sionismo insiste en negar la Nakba y se niega a admitir el papel de Israel en el sufrimiento palestino como victimario», y que «nada justifica... la negación israelí de una responsabilidad principal».
En 2017, Nadim N. Rouhana y Areej Sabbagh-Khoury escribieron que la Nakba «fue, hasta mediados de la década de 1990, silenciada en la 'esfera política oficial' de los palestinos en Israel... por el Estado israelí y sus agentes institucionales». Opinaron que es difícil sobreestimar la centralidad de la negación de la Nakba en Israel, y que «la preocupación de Israel por su propia legitimidad fue un factor clave» en el énfasis de dicha negación, lo que condujo a la «memoria oficial del Estado israelí [donde] Palestina fue eliminada de la geografía y la historia del territorio» en favor de términos y narrativas judíos/sionistas. Citaron la Ley de la Nakba de 2011 como «el ejemplo más ilustrativo» de cómo el Estado israelí interpreta la creciente «conciencia» de los palestinos sobre la Nakba como una «amenaza» y, por lo tanto, toma medidas para combatirla. Bashir Bashir y Amos Goldberg coinciden en que la Ley de la Nakba de 2011 es una forma de negación de la Nakba.
En 2020, Marouf Hasian, Jr., afirmó que una forma de negacionismo de la Nakba, originada en el Norte global, era que resultaba «ridículo» considerar el nacimiento de Israel como una catástrofe (Nakba). Hasian destaca un incidente ocurrido en 2009, reportado por Ian Black, en el que el ministro de educación israelí, Gideon Sa'ar, defendió la eliminación de la palabra 'Nakba' de los libros de texto escolares. Sa'ar declaró: «En ningún país del mundo un currículo educativo se refiere a la creación del país como una 'catástrofe'», y que el «objetivo del sistema educativo no es negar la legitimidad de nuestro Estado ni promover el extremismo entre los árabes israelíes». Hasian describe que algunos «israelíes temen que la concienciación sobre la Nakba amenace la legitimidad del Estado».

### En la historiografía israelí
Según el historiador Saleh Abd al-Jawad, la negación de la Nakba se ha visto facilitada por la historiografía israelí, ya que esta ha adoptado una postura negacionista de la Nakba, una negación de la magnitud de la limpieza étnica perpetrada en Palestina.
La década de 1980 presenció un renovado interés entre los académicos israelíes por la historiografía de la Nakba, en parte como resultado de la desclasificación de los archivos israelíes sobre la guerra de 1948. A finales de la década de 1980, la negación de la Nakba comenzó a ser criticada y la historia de Israel fue reescrita por los Nuevos Historiadores, quienes cambiaron las creencias establecidas sobre la guerra árabe-israelí de 1948 y el éxodo palestino. Desde la década de 1980, ha surgido de la sociedad judía israelí una cantidad considerable de literatura destinada a "desmitificar el pasado", junto con obras, como la del historiador Ilan Pappé, que han estado «perturbando la imagen que los padres fundadores trabajaron tan enérgicamente para pintar y para institucionalizar el relato hegemónico de 1948».
Hacia finales del siglo XX, el tema de la negación de la Nakba casi llegó a juicio en el contexto del debate sobre la masacre de Tantura y la tesis de 1998 de Theodore Katz al respecto. Katz, investigador de posgrado, fue demandado por la Brigada Alexandroni y, en la consiguiente batalla legal, la mitad de su defensa legal lo instó a defender su trabajo y a presentar testigos palestinos para que hablaran sobre la masacre. Esta defensa habría convertido el juicio «en un caso sobre la negación de la Nakba», según la investigadora Samera Esmeir, pero el caso se cerró extrajudicialmente.
Ahmad H. Sa'di, sociólogo, ha descrito tres modos de negación de la responsabilidad moral por la Nakba. Su obra ha sido citada por la socióloga Ronit Lentin en relación con tres estrategias de negación de la Nakba por parte de israelíes y sionistas. Según Sa'di, estas estrategias son: «negar u ocultar la violencia históricamente documentada», intentar «eliminar a los palestinos de la historia» de Israel antes y durante 1948, y perpetuar el «mito de 'una tierra sin pueblo para un pueblo sin tierra'». Sa'di destaca Desde tiempos inmemoriales, obra de Joan Peters (1984), y El caso de Israel, obra de Alan Dershowitz (2003). En la primera obra referenciada, Peters afirmó que los refugiados eran trabajadores árabes inmigrantes, y en la segunda Dershowitz presentó argumentos similares.
El segundo modo de negación de la Nakba, con Lentin resumiendo las opiniones de Sa'di, es reconocer la Nakba pero «negar que conlleva implicaciones morales o prácticas», junto con una «conexión exagerada entre palestinos y nazis»; Sa'di cita la obra de 2003 de Ilan Gur-Ze'ev donde Gur-Ze'ev escribe sobre la «participación árabe en el ejército nazi»; Sa'di interpreta esto como eliminar la dinámica "víctima-perpetrador" entre palestinos e israelíes al colocarlos en el mismo "terreno moral".
La tercera forma de negación de la Nakba, con Lentin resumiendo las opiniones de Sa'di, es «abordar el peso moral de la Nakba palestina sin complejos». Lentin escribe que esto se ejemplifica mejor con el deseo del historiador Benny Morris, expresado en 2004, de que la Nakba de 1948 hubiera sido más completa. Morris declaró: «La limpieza étnica puede justificarse... cuando la alternativa es entre [cometer] limpieza étnica y [sufrir] genocidio, el genocidio de la propia nación, prefiero la limpieza étnica». Sa'di cita a Morris en 2004 sobre esta estrategia: «El bien último justifica los actos crueles y atroces que se cometen a lo largo de la historia».

### En el discurso público contemporáneo
Maha Nassar cita la negación de la Nakba como una característica del discurso estadounidense sobre Palestina. Ahmad H. Sa'di defiende la idea de que se trata del discurso de los judíos partidarios de Israel.
Con el tiempo, las narrativas en torno a 1948 se han vuelto más difíciles de sostener, y «la primera estrategia de los sionistas», según Sa'di, fue volver al «viejo mito» de «una tierra sin pueblo para un pueblo sin tierra». El libro de 2003 del abogado Alan Dershowitz, The Case for Israel, ejemplifica esto, basándose en el libro de 1984 From Time Immemorial, una obra pseudohistórica de la periodista Joan Peters que sugería que la mayoría de los refugiados palestinos no eran originarios de Palestina y que, tras la guerra de Palestina de 1948, regresaron a sus países. Mediante esta directa «negación de la existencia del otro», esta formulación anuló la dialéctica colonización-desarraigo.
Dentro de la sociedad civil israelí, existen movimientos de base contra la negación de la Nakba. La ONG Zochrot busca concienciar sobre la Nakba desafiando directamente su negación mediante acciones conmemorativas directas, como ofrecer visitas guiadas a pueblos palestinos despoblados, señalizar los lugares destruidos durante la Nakba y organizar un festival anual de cine sobre la Nakba. En 2007, cuando Israel celebró su día de la independencia, Zochrot organizó un desfile en Tel Aviv para conmemorar el reconocimiento del derecho de retorno, con paradas en los barrios construidos sobre antiguos pueblos palestinos.
En 2011, Motti Golani y Adel Manna analizaron la narrativa judeo-israelí y la narrativa palestino-árabe de la guerra de 1948; cada narrativa «ignora por completo» la otra; los palestinos vieron la Nakba «como un trauma formativo» cuando «en gran medida perdieron su país», mientras que «la narrativa adoptada por la mayoría de los israelíes judíos» era que el «nacimiento de Israel... debe ser puro e inmaculado, porque si una persona, un estado nace en pecado, toda su esencia está contaminada».
Ronit Lentin escribió que la «memoria de la Nakba" enfrentó «años de negación y silenciamiento por parte de Israel», pero después de que los archivos se hicieran públicos y los Nuevos Historiadores continuaran su trabajo, para 2010 «muchos judíos israelíes, aunque definitivamente no todos" aceptan que la Nakba ocurrió, aunque «la mayoría" de los judíos israelíes la ven como un «mal necesario», que Lentin describió en el mismo escrito como otra forma de negación de la Nakba, «abordando el peso moral de la Nakba palestina sin complejos". Yehouda Shenhav escribió en 2019 que, a pesar de la «democratización parcial de la historiografía israelí en las últimas décadas, la mayoría de los israelíes aún niegan la Nakba».
Yifat Gutman y Noam Tirosh, en su artículo publicado en Law and Social Inquiry, concluyen que, durante la década de 2010, los partidarios de Israel y los periodistas de derecha popularizaron el término «Nakba judía», que, según Gutman y Tirosh, presenta una falsa equivalencia entre la Nakba y el éxodo judío del mundo musulmán. Las académicas Yasmeen Abu-Laban y Abigail B. Bakan, en su artículo publicado en The Political Quarterly, afirman que equiparar la Nakba con la migración de los judíos mizrajíes a Israel constituye una forma de negación de la Nakba.
En 2018, Bashir Bashir y Amos Goldberg declararon que tanto las narrativas nacionales dominantes, tanto sionistas como palestinas, han estado negando o minimizando el sufrimiento del otro bando para validar su propia afirmación, lo que ha resultado en la negación simultánea y contundente de la Nakba y el Holocausto, respectivamente. Bashir y Goldberg afirman: «Muchos, quizás la mayoría de los judíos en Israel, afirman que la Nakba no es un evento en absoluto», y siguen este ejemplo con la publicación de 2011 «Nakba-Nonsense» de la organización Im Tirtzu, que Bashir y Goldberg describen como una afirmación de que los palestinos no existen como pueblo y que solo los palestinos y los países árabes son responsables de las consecuencias sufridas por los palestinos antes, durante y después de 1948.

## Legislación

### En Israel
En 2009, el gobierno israelí prohibió el uso del término "Nakba" en los libros de texto escolares y exigió la eliminación de los libros de texto existentes que lo mencionaran. En 2011, Israel aprobó una ley conocida coloquialmente como la "Ley de la Nakba", que autorizaba la retención de fondos estatales a entidades que conmemoraran el «Día de la Independencia de Israel o el día en que se estableció el Estado como día de luto», o que negaran la existencia de Israel como un "Estado judío y democrático". Si bien el proyecto de ley original proponía tipificar esto como delito para las personas, la legislación propuesta se modificó para penalizar económicamente a las organizaciones. Según el investigador de justicia transicional Yoav Kapshuk y la politóloga Lisa Strömbom, esta ley fue un intento de «obstaculizar la libertad de expresión" en torno a la Nakba, pero al hacerlo, inadvertidamente, «aumentó el conocimiento público sobre el significado de la Nakba». Tras su promulgación, el columnista Odeh Bisharat escribió que la legislación tuvo algunos beneficios, ya que «al menos, no se niega la Nakba. Nadie afirma que todo sea un cuento de hadas. La narrativa palestina ha triunfado. La narrativa de que en 1948 un pueblo fue exiliado por la fuerza de su tierra ha calado hondo en la conciencia israelí y mundial». Yehouda Shenhav escribió en 2019 que la Ley de la Nakba tuvo el efecto contrario al previsto, ya que desde su aprobación, «casi todos los hogares de Israel se han familiarizado con la palabra árabe: al-Nakba».

### En Palestina
En mayo de 2023, el presidente de la Autoridad Palestina, Mahmud Abás, emitió un decreto que definía la Nakba como un «crimen contra la humanidad» y tipificaba su negación como delito con hasta dos años de cárcel. La legislación se hizo eco de los acontecimientos en Israel, donde legisladores del 37.º gobierno, de línea dura, habían propuesto prohibir ondear banderas palestinas.

### En Alemania
En marzo de 2024, en medio de la guerra entre Israel y Gaza, el Partido Socialdemócrata y el Partido Unión Demócrata Cristiana de Alemania emitieron una directiva para la distribución de folletos en los institutos de Neukölln que desestimaba las realidades históricas de la Nakba como un "mito".